# Surveillance

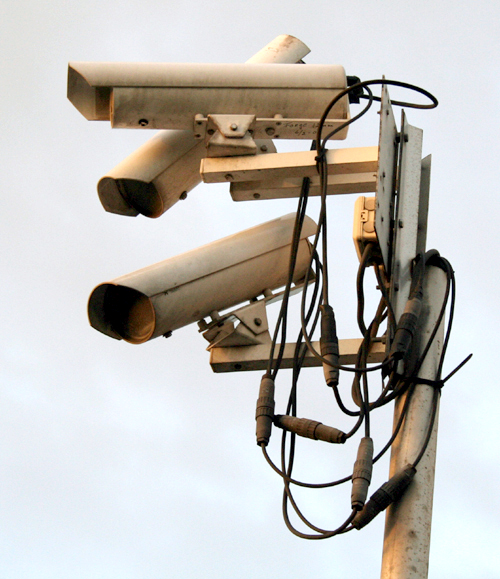
Caméras de surveillance.

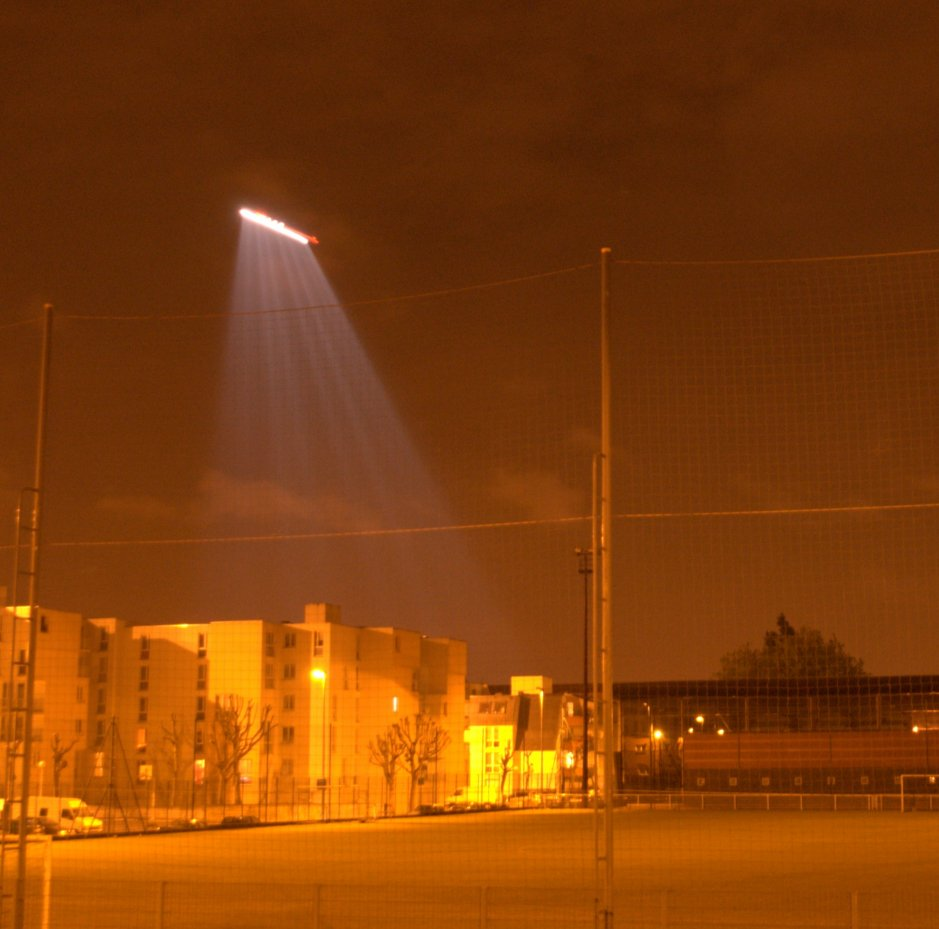
Hélicoptère surveillant Lille après l’élection présidentielle de 2007.

La surveillance est l'acte d’observer des activités (humaines en général) ou un lieu. Techniquement, on parle aussi de supervision ou de monitoring.
Secrète ou évidente, elle est ancienne ; il y a 2 500 ans, L'Art de la guerre de Sun Tzu, décrivait comment utiliser des espions contre des ennemis. Récemment, l’électronique moderne et la technologie informatique, conjointement au développement des satellites, de l'internet et du smartphone ont ouvert de nouveaux champs et moyens à la surveillance (individuelle ou de masse).
La contre-surveillance est la pratique d’éviter la surveillance ou de la rendre difficile. Avec les développements récents – comme Internet, les systèmes de sécurité électroniques, les bases de données – la contre-surveillance s’est étendue en champ et complexité, dont pour protéger la vie privée.
La sousveillance (ou « surveillance inversée ») est la pratique inverse, ou par exemple des citoyens photographient la police, des clients photographient des vendeurs.
L'épidémiosurveillance vise à détecter et contrôler les maladies infectieuses ou chroniques, au profit de la santé publique. En France, elle est confiée à l'Institut de veille sanitaire et à des réseaux de médecins (ex. : réseau Sentinelles de l'Inserm).

## Histoire
La notion de surveillance de masse a été popularisée par des fictions comme celles de George Orwell.
En 2018, presque la moitié des pays mondiaux utilisent des systèmes de surveillance en intelligence artificielle (IA). Différentes sociétés comme le chinois Huawei ou les américains IBM et Palantir créent et distribuent du matériel nécessaire à cette surveillance dans le monde. Ces technologies IA sont notamment utilisées dans les démocraties pour surveiller les frontières ou faire fonctionner les villes intelligentes.

## Effet de la surveillance
Le plus grand effet de la surveillance informatisée est le grand nombre d’organisations impliquées dans les opérations de surveillance :
- L’État et les services de sécurité ont toujours les systèmes de surveillance les plus performants parce qu’ils sont protégés par la loi. Le niveau de surveillance étatique a augmenté, la technologie permet de nos jours de produire des profils de personnes ou de groupes sociaux à partir de nombreuses sources d’information.
- Beaucoup de grandes entreprises utilisent des formes variées de surveillance « passive », dont le rôle primaire est de surveiller l’activité du personnel qui pourrait avoir un impact sur leurs opérations, et de contrôler les relations publiques.
- Beaucoup d’entreprises vendent ou achètent de l’information, généralement pour des raisons de marketing ou de publicité.
- Les informations personnelles sont recherchées par de petits groupes et des individus, la plupart du temps dans un but inoffensif. Mais de plus en plus d’informations sensibles sont obtenues à des fins criminelles, comme celles des cartes de crédit et autres types de fraude.

## Communication téléphonique
Les écoutes téléphoniques officielles et non officielles sont étendues, en particulier via les dispositifs SIGINT.
Les compagnies téléphoniques sont liées légalement par des contrats ou des licences qui donnent accès à l’écoute téléphonique aux autorités. Pour les téléphones portables, les données comprennent non seulement l’heure, la durée, la source et le destinataire, mais aussi l’identification de la station ou antenne d’où l’appel a été effectué, ce qui équivaut à une localisation géographique approximative. Il est également possible de localiser plus précisément un téléphone en comparant l’information d’un nombre d’éléments environnants. Le téléphone mobile est, en termes de surveillance, un handicap et un risque majeur.
Les conversations téléphoniques peuvent également être enregistrées, pour le compte des autorités locales (c'est-à-dire nationales). La durée d'enregistrement varie en fonction des pays et en fonction des applications. Ces durées sont en général de trois mois, six mois, un an, ou trois ans. Dans des cas sérieux, les conversations peuvent être transcrites par écrit, pour des durées plus longues.

## Services postaux
Alors que davantage de personnes utilisent les télécopies et les courriels, l’importance du système postal dans la surveillance est en baisse. Mais l’interception postale est toujours possible.

## Dispositifs de surveillance
Un appareil de surveillance n’est pas un moyen de communication, mais un appareil qui nécessite un canal communicatif. Un mouchard électronique (ou « bug ») comporte généralement un transmetteur radio, mais il y a beaucoup d’autres alternatives pour transmettre un signal ; il est possible d’émettre des signaux radio depuis la connexion principale d’un immeuble et de les récupérer à l’extérieur, il est possible de déterminer la fréquence d’un téléphone sans fil, il est possible de récupérer les données d’un réseau informatique sans fil mal configuré ou de récupérer les émissions électro-magnétiques d’un moniteur pour en reconstituer l'affichage à distance.
La fonction originale des bugs était de relayer le son. Aujourd’hui la miniaturisation de l’électronique a tellement progressé que même des images télévisées peuvent être diffusées via des appareils qui intègrent des caméras vidéo miniatures (très utilisées dans les sports et les caméras cachées). Le coût de ces appareils a beaucoup diminué.

## Surveillance informatique
L’informatique est une des plus grandes sources d’information personnelle. Si une personne accède à un ordinateur ou le vole, il récupère toujours de l’information. Une personne peut installer un logiciel sur un ordinateur pour le transformer en dispositif de surveillance (par l’intermédiaire d’une webcam par exemple). Les ordinateurs peuvent être surveillés par diverses méthodes. Spyware, un terme introduit par l’expert en sécurité informatique Steve Gibson, est souvent utilisé pour décrire les outils de surveillance installés contre la volonté de l’utilisateur. Les connexions à haut débit ont rendu les ordinateurs plus vulnérables qu’auparavant[réf. souhaitée].
D'après une étude française de Médiamétrie, 86 % des répondants ont le sentiment d'être épiés sur Internet et 91 % voudraient pouvoir garder le contrôle de leurs données.

### Risques personnels
Nombreuses sont les entreprises qui se sont mises à surveiller leurs clients internautes. L'exploitation des données personnelles est devenue une industrie pesant plusieurs milliards de dollars. Au mois de mars 2014, Hans Hagenaars, un directeur de la banque ING se vante sur le site de la société de savoir « non seulement ce qu'achètent les gens, mais aussi où ils achètent ». Les autorités découvrent alors que la banque néerlandaise analyse les dépenses figurant sur les relevés de compte de ses clients. Ces données ont ensuite été vendues à des fins publicitaires. Lorsque le scandale explose, la banque admet que les données sont la propriété des clients et non de la banque.
Autre exemple, la société américaine Uber a la possibilité de suivre en temps réel les trajets des véhicules de chaque utilisateur. En 2012, Uber s'est amusé à suivre les gens allant quelque part ailleurs que chez eux les vendredis ou samedis soir avec une course Uber et qui n'en repartent que le lendemain matin,. Ces trajets, nommés « trajets de la gloire », ont fait l'objet d'un article sur le blog de la société qui fut rapidement retiré.
Une étude réalisée en 2014 par la CNIL et l'INRIA relève que de nombreuses applications enregistrent régulièrement les positions GPS des utilisateurs : « Une base de données de localisation [permet] de déduire des informations détaillées sur les habitudes et modes de vie des personnes : lieux de vie et de travail, sorties, loisirs, mobilités mais aussi éventuellement fréquentation d'établissements de soins ou de lieux de culte ». L'étude expose aussi l'exemple de l'application météo d'un smartphone qui a accédé plus d'un million et demi de fois à la géolocalisation pendant les trois mois de l'expérimentation.

## Photographie
La photographie est de grande valeur dans la surveillance. Récemment[Quand ?], il y a eu une expansion significative dans le domaine de la photographie. Le développement technologique des télévisions à circuit fermé (CCTV) et du traitement informatique donne la possibilité de comparer en temps réel les images numériques provenant des caméras avec des images sur une base de données, permettant de fait la reconnaissance faciale en temps réel et l'analyse automatique du comportement des personnes filmées.
Les photographies ont longtemps été collectées comme une forme de preuve. Alors que les revendications et la désobéissance civile sont devenues une préoccupation pour les gouvernements et les entreprises, les images sont récoltées non seulement comme des preuves judiciaires, mais aussi comme source de renseignement. La collecte de photographies et de vidéos joue également un rôle dissuasif.

## Télévision à circuit fermé
La télévision à circuit fermé – par laquelle l’image est visualisée ou enregistrée, mais pas diffusée – a initialement été développée comme mesure de sécurité pour les banques. Le développement de la caméra de surveillance a banalisé sa présence quotidienne, et elle est devenue un moyen de surveillance simple et économique.
L’utilisation étendue de caméras par la police et les gouvernements a été croissante pendant les dix dernières années. En Grande-Bretagne, un grand nombre de caméras sont reliées aux forces de l’ordre. La surveillance croissante est justifiée dans la dissuasion criminelle – bien qu’il n’y ait aucune preuve ni garantie d'une réduction de la criminalité. La croissance de la vidéosurveillance dans le domaine du logement collectif soulève un débat sur le contrôle social.
Le développement de la vidéosurveillance dans les espaces publics, reliée à une base de données compilant des photos et identités de personnes (interdit en France, voir CNIL), présenterait un sérieux danger pour les libertés civiles.

## Traces électroniques
La société moderne est source d’une masse de données issues de transactions. Dans le passé, ces données étaient comptabilisées sur du papier mais depuis l’électronique, les traces laissées peuvent facilement être reconstruites. Chaque fois que vous faites un appel, effectuez une transaction, utilisez un automate bancaire ou une carte téléphonique, vous générez une trace électronique. Lorsqu’une partie de ces données est regroupée et analysée, l’information peut servir à déterminer approximativement votre comportement individuel.
Aujourd’hui[Quand ?], l’accumulation de cette information est souvent assemblée par de grandes entreprises du Web (Google, Yahoo, Amazon, etc.) et des entreprises de marketing, crédit et autres entreprises d’agrégation analysant le comportement consumériste pour déterminer les perspectives stratégiques. Ces données peuvent être vendues à d’autres entreprises ou agences de renseignement. La disponibilité de l’information transactionnelle facilite l’utilisation de la surveillance automatisée ou de techniques d’analyse comme l'exploration de données (data mining).

## Profil
L’établissement du profil est l’assemblage d’informations d’un individu particulier – une image physique et comportementale.
Les profils sont utilisés dans pratiquement tous les domaines de la sécurité. Dans de nombreux pays, le gouvernement est souvent capable d’accéder à l’information sans formalités – par exemple, banques, compagnies de crédit, employeurs, etc. – en faisant une demande d’accès, une citation à comparaître ou d’autres procédures.

## Surveillance biométrique
La surveillance biométrique se réfère aux technologies de mesure et d’analyse de caractéristiques physiques ou comportementales par l’authentification ou l’identification. Des exemples de caractéristiques physiques comprennent empreintes digitales, empreinte rétinienne, reconnaissance faciale, alors que des exemples essentiellement comportementaux comprennent signature manuscrite, voix ou écriture. Toutes les caractéristiques du comportement biométrique sont pourvues d’un élément physiologique. La surveillance biométrique est relativement nouvelle, car en cours de développement. Alors que les technologies pour la surveillance biométrique gagnent en précision et fiabilité, le corps aura probablement la possibilité de devenir un mot de passe.
Les avantages de la biométrie en comparaison de l’identification standard :
- Les traits biométriques ne peuvent pas être oubliés ou perdus (alors que les mots de passe peuvent l’être).
- Les traits biométriques sont difficiles à copier, partager et distribuer.
- La biométrie exige la présence au point d’authentification.

Un système biométrique peut fournir les trois fonctionnalités suivantes :
- Vérification : utilisée pour déterminer si une personne est bien celle qu’elle prétend être. L’identité d’une personne a la possibilité d’être vérifiée si son information biométrique est sur une carte ou dans une base de données.
- Identification : utilisée pour identifier la personne. L’information peut être extraite d’une personne et comparée à une base de données.
- Dépistage : utilisé pour déterminer si la personne est autorisée dans un secteur restreint, ou recherchée par la police par exemple.

En tant que moyen pour combattre la falsification, les chercheurs s’intéressent de plus en plus à la biométrie pour garantir l’identité. Une des plus anciennes formes de biométrie sont les empreintes digitales. Chaque empreinte de chaque personne (même les jumeaux) comporte un motif unique. Ce motif a été utilisé pendant de nombreuses années dans l’identification de suspects lors d’enquêtes policières, ou en tant que preuve. Une empreinte digitale peut être réduite à une brève description numérique, et de tels systèmes sont utilisés dans les banques et les zones sécurisées.
L’écriture – principalement la signature – a été l’une des premières méthodes d’identification. Toutefois d’autres caractéristiques personnelles peuvent être utilisées pour déterminer l’identité. L’analyse de la voix est également utilisée. Les deux systèmes portables les plus prometteurs, car les identités peuvent être réduites à une série de points numériques plutôt qu’à une image ou un son, sont :
- Reconnaissance de l’iris : certaines banques utilisent cette méthode. L’iris de l’homme comporte un motif unique pouvant être réduit à une description numérique.
- Reconnaissance faciale : la configuration des traits du visage est utilisée pour identifier avec précision un individu. De nouveau, cette configuration peut être réduite à une courte description numérique.

La combinaison d’une forme d’identification biométrique avec un système de vérification possède le potentiel pour devenir une nouvelle carte de crédit. Le problème majeur réside dans la gestion de ces informations sensibles et privées. Si les traits biométriques étaient tous centralisés, avec des systèmes ayant accès aux descriptions, d’autres utilisations pourraient apparaître ; en utilisant par exemple des caméras avec une base de données d’identités faciales, des personnes pourraient être identifiées automatiquement et à leur insu.

## Identité
La disparition de l’anonymat serait une grave atteinte à la liberté civile. C’est une possibilité dans la mesure où l’identité électronique se développe. Il existe deux systèmes :
- Certification standard – quand vous portez une carte ou un document.
- Certification biométrique – quand vous êtes reconnus par vos caractéristiques biologiques.

Le développement de systèmes d’identification est poussé par :
- L’industrie bancaire, pour un système infaillible plutôt qu’une carte ou une signature.
- Les autorités légales, afin de faciliter l’identification des individus pour des raisons de sécurité.

Certains pays utilisent une carte d’identité pour aider l’identification. D’autres documents, comme le permis de conduire ou la carte de crédit sont également utilisés.

## Radio-étiquettes
Les radio-étiquettes normalisées, souvent désignées par le sigle RFID, remplacent progressivement les codes-barres.
En matière de surveillance, elles posent le problème de la traçabilité des objets. Cette dernière peut en effet conduire à tracer les personnes qui portent ces objets. C'est le cas pour le passeport biométrique, la carte Navigo d'Île-de-France Mobilités et la carte Vélib' utilisée par le service de vélos en libre service à Paris. Mais la plupart des objets manufacturés sont susceptibles de porter des radio-étiquettes dans un avenir proche. Cela signifie que les produits pourront servir à identifier et tracer les consommateurs, éventuellement à leur insu.

## Surveillance électronique (bracelet, etc.)
La surveillance électronique est souvent utilisée comme peine alternative à la prison. Expérimentée pour la première fois aux États-Unis en 1983, de tels modes de surveillance, qui incluent notamment le bracelet électronique, étaient aussi en œuvre (en 1999) dans quatre provinces canadiennes sur dix (Colombie-Britannique, Saskatchewan, Ontario et Terre-Neuve).
L'Angleterre et le Pays de Galles ont utilisé cette technique dès 1989, étant les premiers en Europe à s'en servir. Des projets-pilotes ont été instaurés en Suède (1994), aux Pays-Bas (1995) et en Belgique (1998), tandis que la mesure est introduite pour la première fois en droit français par les lois de 1996 et 1997. La loi du 13 décembre 2005 sur la récidive des infractions pénales introduit spécifiquement le placement sous surveillance électronique mobile (PSEM), élargi à la « rétention de sûreté » par la loi du 25 février 2008.

## Drone de surveillance

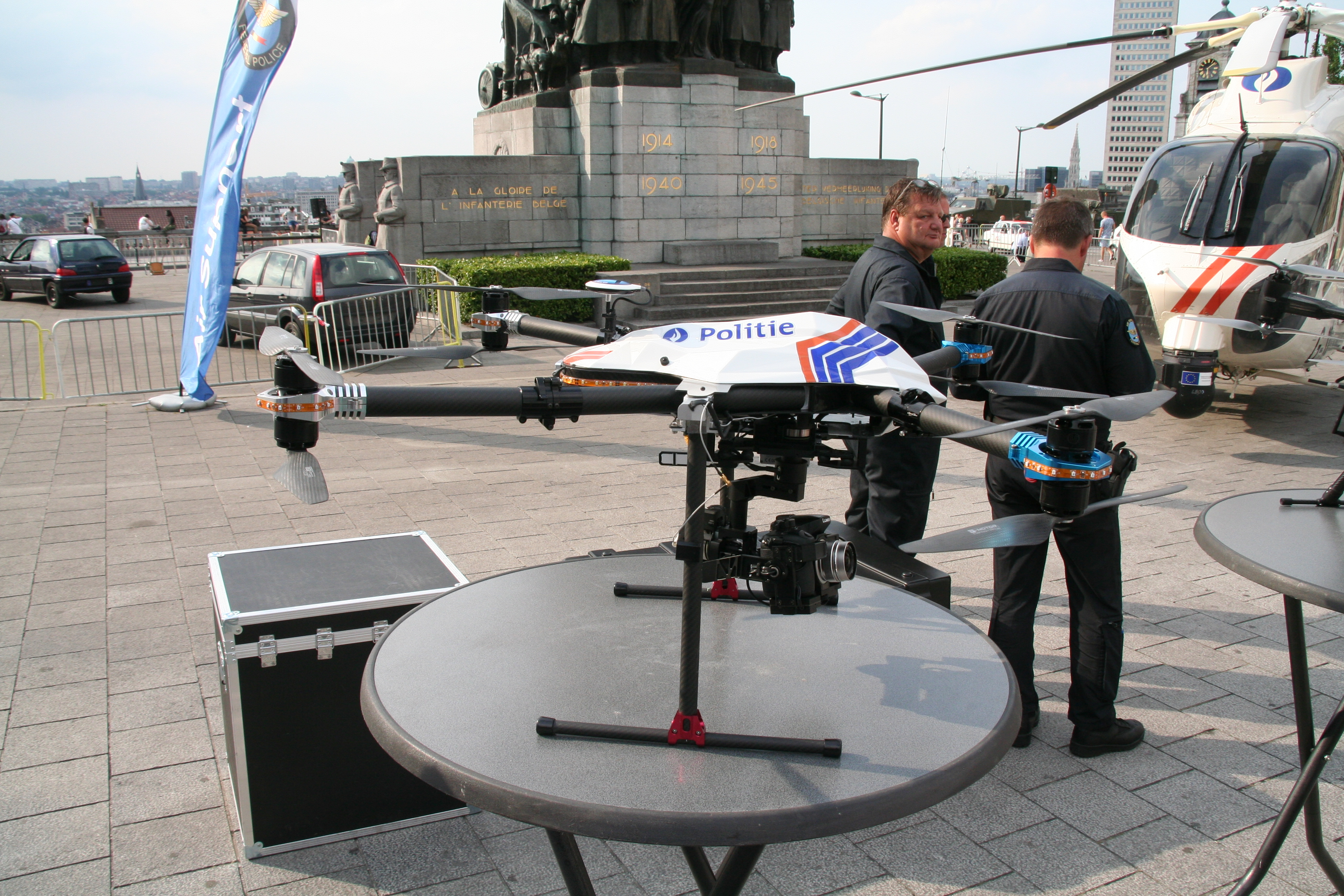
Drone de surveillance, ici de la police belge.

Un drone de surveillance est un hélicoptère ou avion sans pilote exerçant une surveillance au sol par le moyen de caméras de télévision ou infrarouge. Le drone de surveillance exerce son observation sur un terrain précis, connu et contrôlé et ne dispose pas de beaucoup d'autonomie en distance, altitude ou durée de vol, contrairement au drone de reconnaissance tactique (moyenne portée) ou stratégique (longue portée) qui effectue une reconnaissance aérienne sur un territoire non-contrôlé, non-connu voire ennemi. On trouve désormais des drones de police affectés à cette tâche.

## Contre-surveillance
Dans une société où les États et les collectivités se dotent de plus en plus de moyens de surveillance de la population, certains estiment devoir réagir par crainte de voir la société glisser complètement vers un État policier, ou pire un système totalitaire. C'est pourquoi, à côté d'actions directes, illégales ou non, contre les diverses formes de surveillance (par exemple détruire des caméras, refus de se soumettre au prélèvement destiné au fichage ADN, usage de logiciels fonctionnant en P2P anonyme, etc.) des associations de défense de la vie privée, des libertés individuelles et collectives, ou de lutte contre le « tout sécuritaire » se sont formées.
Elles (avec d'autres) ont identifié des systèmes de surveillance induits par des comportements ou des objets (qu'on utilise ou qui sont présents dans notre environnement) de la vie courante tels que :
- l’utilisation d'un véhicule immatriculé,
- l'utilisation d'autoroutes à péage,
- les transports publics, utilisés avec un abonnement comportant son identité,
- l’utilisation des vélos en libre service,
- le téléphone portable, qui peut être précisément localisé ou servir de micro mouchard[8],
- l'usage de cartes bancaires,
- les systèmes de reconnaissance faciale,
- la communication par courriel non chiffré,
- la navigation sur le Web depuis son propre terminal ou en étant identifié sur un autre.